# Yoann Wachter
Yoann Wachter, né le 7 avril 1992 à Courbevoie (France), est un footballeur international gabonais. Il évolue au poste de défenseur central, il joue actuellement pour l'US Saint-Malo.

## Biographie

### En sélection nationale
Yoann Wachter est appelé pour la première fois avec la sélection gabonaise en mai 2016 par Jorge Costa à l'occasion des matchs amicaux face à la Mauritanie et à la Côte d'Ivoire, mais il ne rentre pas en jeu. 
Régulièrement reconvoqué par la suite, il joue son premier match avec les Panthères le 15 novembre 2016 lors d'un match amical face aux Comores, durant lequel il est titulaire.

## Statistiques
Le tableau ci-dessous récapitule les statistiques de Yoann Wachter lors de sa carrière professionnelle en club :
| Saison                | Club                  | Championnat           | Championnat | Championnat | Coupe(s) nationale(s) | Coupe(s) nationale(s) | Total | Total |
| Saison                | Club                  | Division              | M.          | B.          | M.                    | B.                    | M.    | B.    |
| 2013-2014             | FC Lorient            | 1                     | -           | -           | 1                     | 0                     | 1     | 0     |
| 2014-2015             | FC Lorient            | 1                     | 8           | 0           | 3                     | 0                     | 11    | 0     |
| 2015-2016             | CS Sedan (prêt)       | 3                     | 22          | 0           | 5                     | 1                     | 27    | 1     |
| 2016-2017             | CS Sedan (prêt)       | 3                     | 16          | 0           | 1                     | 0                     | 17    | 0     |
| Total sur la carrière | Total sur la carrière | Total sur la carrière | 46          | 0           | 10                    | 1                     | 56    | 1     |